# Fritz Wüst

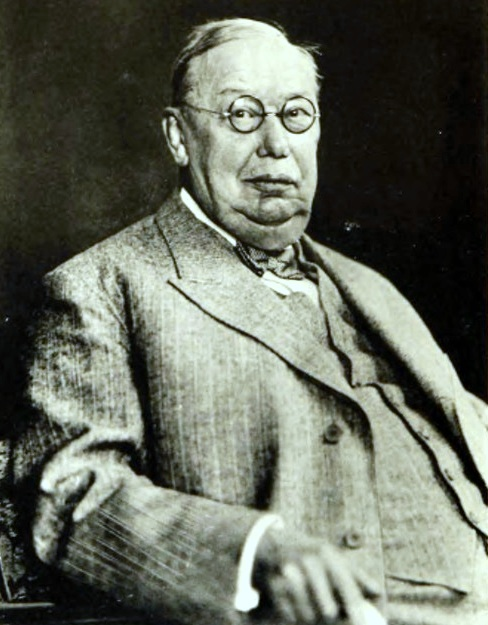
Fritz Wüst

Fritz Wüst (* 8. Juli 1860 in Berg bei Stuttgart; † 20. März 1938 in Düsseldorf) war ein bedeutender deutscher Eisenhüttenkundler und Gründungsdirektor des Kaiser-Wilhelm-Instituts für Eisenforschung (dem heutigen Max-Planck-Institut für Eisenforschung).

## Ausbildung und erste Berufsstationen

Fritz Wüst als Mitglied der Burschenschaft Alemannia Stuttgart.

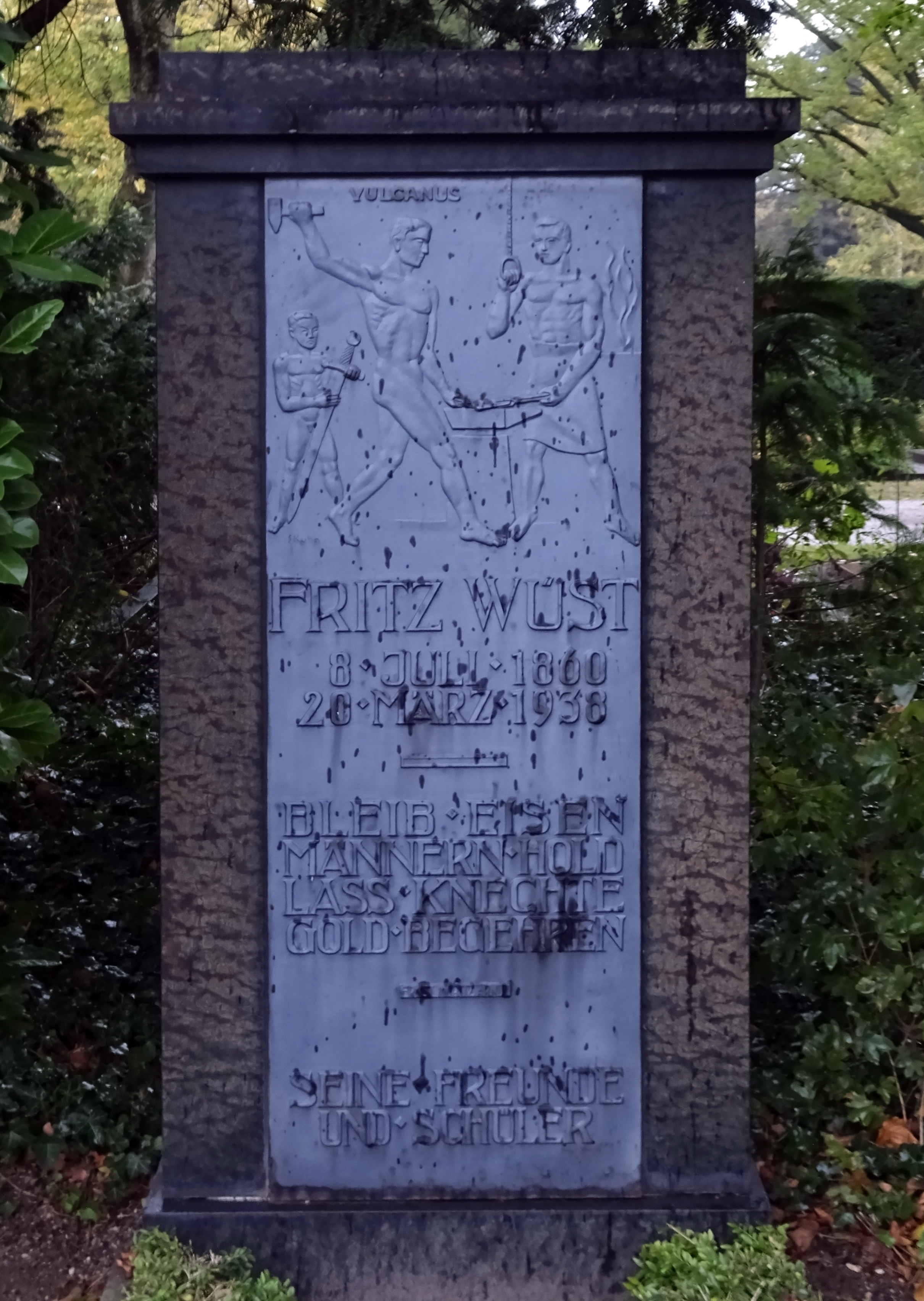
Grabmal Fritz Wüst, von seinen Freunden und Schülern

Fritz Wüst besuchte die Oberrealschule und studierte anschließend an der TH Stuttgart und der Universität Freiburg i. Baden, an der er 1886 promovierte. Er wurde 1879 Mitglied der Burschenschaft Alemannia Stuttgart.
Von 1885 bis 1891 bekleidete er die Stelle eines Chemikers auf dem Königlich Württembergischen Hüttenwerk in Wasseralfingen. Zum 1. April 1891 trat er eine Stelle als Assistent und Lehrer für Analytische Chemie an der Maschinenbau- und Hüttenschule in Duisburg an, wo er Wilhelm Borchers kennenlernte. 1898 ließ er sich für ein Jahr beurlauben und ging als Goldprospektor für eine niederländische Bankengruppe nach Sumatra. Nach seiner Rückkehr nahm er ein weiteres halbes Jahr Urlaub und betätigte sich als Zivilingenieur im Eisengießereiwesen. 1899 erkrankte Wüst an Malaria und nahm erst zum Sommersemester 1900 seinen Dienst in Duisburg wieder auf. Seit Januar 1901 vertrat er den erkrankten Friedrich Dürre als Professor für Eisenhüttenkunde an der TH Aachen und wurde zum 1. Oktober 1901 dessen Nachfolger.

## Wüsts Zeit in Aachen
1903/04 legte Wüst Entwürfe für die Reform des eisenhüttenkundlichen Studiums und einen Institutsneubau vor und knüpfte enge Beziehungen zum Stahlinstitut VDEh, um dessen Unterstützung zu erhalten. Auf der zweiten Unterrichtskonferenz im Januar 1904 erhielt er die Zusage, seine Pläne weitgehend umsetzen zu können. In der Folge erreichte Wüst gemeinsam mit seinem Freund und Kollegen Wilhelm Borchers, dass das Neubauprojekt auf die Metallhüttenkunde ausgedehnt und damit erheblich erweitert wurde. 1906 erfolgte die Grundsteinlegung und 1910 die Einweihung des Instituts, das als erste Anstalt Europas gerühmt wurde.
Nach der Eröffnung des Institutsneubaus konzentrierte sich Wüst auf die eisenhüttenkundliche Grundlagenforschung und prägte maßgeblich den Verwissenschaftlichungsschub der Eisenhüttenkunde vor dem Ersten Weltkrieg. 1917 gab Wüst die Anregung zur Gründung der Freunde und Förderer der TH Aachen (Faho), im selben Jahr wurde er zudem zum Gründungsdirektor des Kaiser-Wilhelm-Instituts für Eisenforschung bestellt. Dieses war zunächst am Aachener Institut angesiedelt, bevor es 1921 als Provisorium eine Halle der damaligen Rheinischen Metallwaaren- und Maschinenfabrik in Düsseldorf bezog. 1921 geriet Wüst in einen heftigen Konflikt mit Gustav Krupp von Bohlen und Halbach, dem Vorsitzenden des Kuratoriums des Kaiser-Wilhelm-Instituts für Eisenforschung, und musste daraufhin seinen Rücktritt „aus gesundheitlichen Gründen“ einreichen (mit Eintritt in den Ruhestand am 31. Dezember 1922). 1922 erhielt er vom VDEh die Carl-Lueg-Denkmünze als erster Vertreter der reinen Wissenschaft verliehen. 1929 wurde er zum korrespondierenden Mitglied der Göttinger Akademie der Wissenschaften gewählt. Wüst verblieb bis 1933 Honorarprofessor der TH Aachen, er starb am 20. März 1938 in Düsseldorf. Seine letzte Ruhestätte befindet sich auf dem Nordfriedhof (Düsseldorf). Er war Mitglied des Vereins Deutscher Ingenieure (VDI) und des Aachener Bezirksvereins des VDI.

## Weitere Titel und Auszeichnungen
- 1904 Roter Adlerorden 4. Klasse
- 1908/09 Geheimer Regierungsrat
- 1909/10 Königlicher Kronenorden 3. Klasse
- 1910 Dr.-Ing. E. h. der TH Stuttgart
- 1910/11 Kommandeurskreuz des Luxemburgischen Ordens der Eichenkrone
- 1911 Dr.-mont. E. h. der Montanistischen Hochschule in Leoben
- 1924 Ehrenbürger der TH Aachen
- 1930 Ehrensenator der TH Aachen.

1927 benannte Wüsts ehemaliger Aachener Kollege, Rudolf Schenck, das auch unter dem Namen Eisen(II)-oxid bekannte Mineral nach Fritz Wüst: Wüstit.

## Werke
- Bergbau und Hüttenwesen in: Philipp Zorn, Herbert von Berger (Schriftleitung): Deutschland unter Kaiser Wilhelm II. Hrsg. von Siegfried Körte, Friedrich Wilhelm von Loebell u. a. 3 Bände. R. Hobbing, Berlin 1914.